# NGC 1465
NGC 1465 è una galassia lenticolare situata nella costellazione di Perseo, a una distanza di circa 188 milioni di anni luce dalla nostra Via Lattea.

## Scoperta
La galassia è stata scoperta il 25 settembre 1886 dall'astronomo statunitense Lewis Swift.

## Descrizione
NGC 1465 presenta una larga riga a 21 cm dell'idrogeno neutro.